# Зайчанский
Зайчанский — хутор в Тбилисском районе Краснодарского края.
Входит в состав Марьинского сельского поселения.

## География
Расположен на берегу реки Зеленчук 2-й.

### Улицы
- ул. Луговая.

## Известные уроженцы
- Грецкий, Владимир Иванович — Герой Советского Союза.

## Население
| 2002 | 2010 |
| ---- | ---- |
| 89   | ↗91  |